# Loten

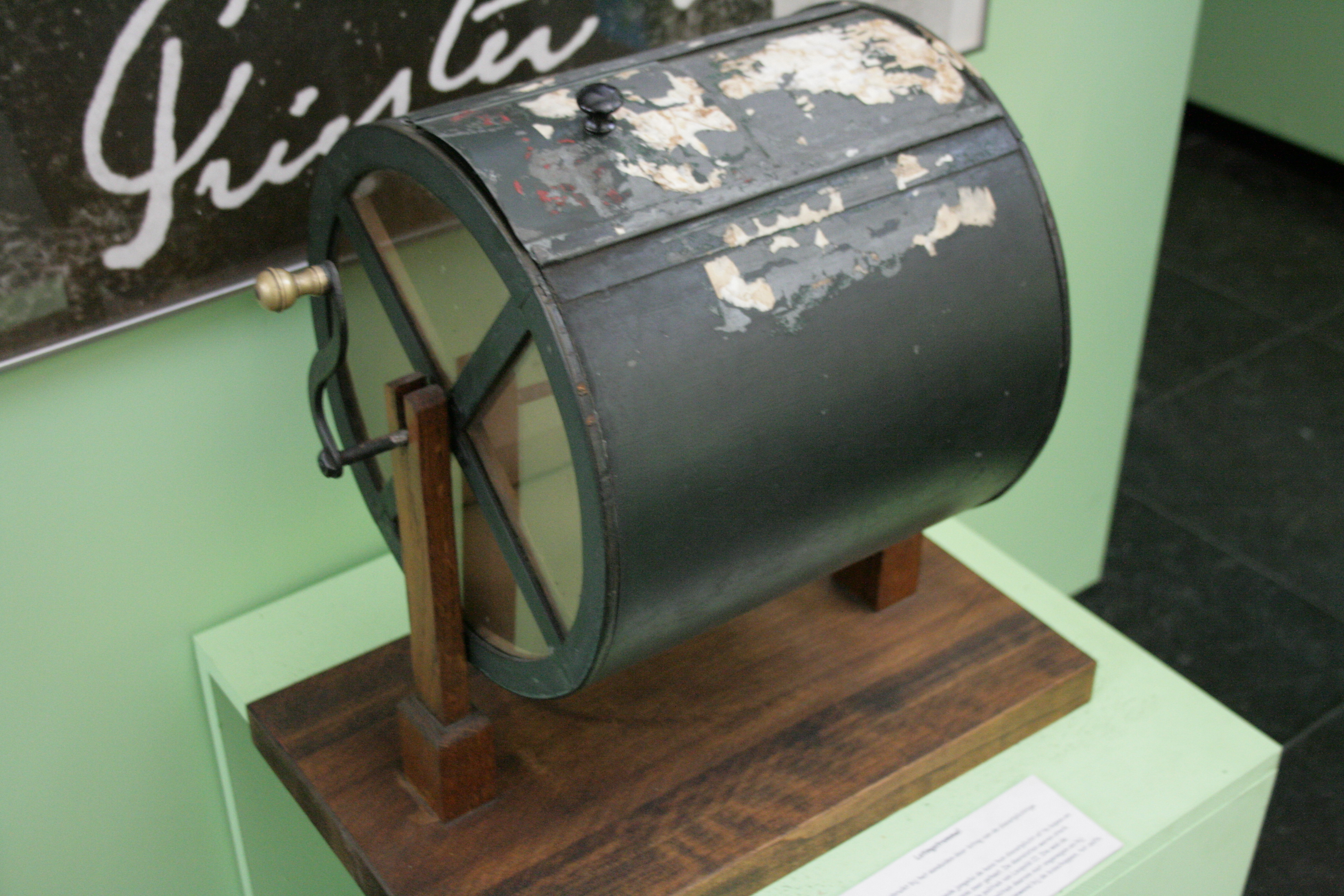
Lotingstrommel

Loten is een procedure waardoor iemand in een groep bevoordeeld of benadeeld wordt, waarbij de keus door het toeval wordt bepaald.
Het woord loten wordt vooral gebruikt bij een loterij of tombola. Alle deelnemers krijgen een nummer, en op een bepaalde wijze worden de winnende nummers bepaald.
Loten kan ook worden gedaan om een godsoordeel te verkrijgen. Men gaat ervan uit dat God ervoor zorgt dat het lot zo valt als Hij het wenst. Een voorbeeld daarvan is te lezen in Handelingen 1:23-26. Men vermoedt dat dit ook geldt voor de Urim en Tummim. Ook in Johannes 19:24 (en dus ook Psalm 22:18-19) wordt een lot geworpen.

## Zonder hulpmiddelen
Gaat het om een kleine groep personen, dan zijn er verschillende mogelijkheden, waarbij er soms zelfs geen hulpmiddelen nodig zijn.

### Aftelversje
Kinderen werken vaak met een aftelversje. Het bekendste aftelversje is waarschijnlijk iene miene mutte. Het versje wordt opgezegd terwijl bij iedere lettergreep een kind wordt aangewezen. Degene die als laatste wordt aangewezen verliest (hij is 'hem').
Een iets gecompliceerdere vorm is het aftelversje waarbij de einduitslag nog van een keuze afhangt. Een bekend versje luidt:
Onder de Haagse toren 

werden geboren

Piet en Nel, 

wie kies jij wel?
Degene die wordt aangewezen, kiest Nel of Piet, waarna het versje verdergaat:
Dan ben jij hem wel/niet! en degene die op dat moment wordt aangewezen, is winnaar of verliezer.
Het spreekt vanzelf dat een aftelversje niet eerlijk is. Met enige ervaring kan men vooraf voorspellen wie er gaat winnen.

### Gelijktijdige gebaren
Een andere wijze om te loten is door tegelijk een gebaar te maken, terwijl er samen "een, twee, drie nu!" (of iets dergelijks) wordt gezegd. Het gebaar moet wel precies gelijktijdig worden gemaakt.
Kinderen werken met Steen, papier, schaar. Twee kinderen steken tegelijk een hand uit met twee uitgestoken vingers ('schaar'), een vuist ('steen') of een vlakke hand ('papier'). De steen wint van de schaar (maakt de schaar bot), de schaar wint van het papier (verknipt het papier) en het papier wint van de steen (de steen kan in papier worden ingepakt). Maken beide kinderen hetzelfde gebaar, dan wordt de procedure herhaald.
Een soortgelijke procedure bestaat in het oude Nederlands-Indië en wordt daar soeten genoemd. De duim ('olifant') wint van de wijsvinger ('mens'), de wijsvinger wint van de pink ('muis' of 'mier') en de pink wint van de duim. Dat laatste berust op het (onjuiste) verhaal dat olifanten bang zijn voor muizen of dat ze niet bestand zijn tegen het gekriebel van mieren.
Met drie kinderen speelt men ploffen of poffen. Elk kind legt de hand op tafel (of op de knie) met de rug of de handpalm naar boven. Degene die afwijkt van de twee andere wint.

## Eenvoudige hulpmiddelen
Een bekende methode is natuurlijk het opgooien van een munt of een dobbelsteen. Vooraf spreekt men af welke consequenties men aan de verschillende worpen verbindt.
Een andere methode is het trekken van strootjes. Hiervoor gebruikt men een aantal stokjes (bijvoorbeeld lucifers), waarvan er een korter is dan de andere. Een van de kinderen houdt de stokjes in de hand en de andere kinderen trekken er een uit. Degene die het korte stokje trekt is verliezer.
Iemand kan ook een getal onder de 10 in gedachten nemen of opschrijven zonder dat iemand dit ziet en degene die dit getal raadt heeft de loting gewonnen.

## Trivia
In Frankrijk is een restaurantketen met de naam La courte paille, kennelijk ontleend aan het strootjes trekken. De gebouwtjes hebben steeds een rieten dak.
Men kan loten om personen, maar ook om een andere beslissing, bijvoorbeeld of men links- of rechtsaf zal gaan. In het Bijbelboek Esther wordt geloot om een bepaalde datum. Daaruit is het poerimfeest (of Lotenfeest) voortgekomen.